# Tragus-Piercing
Ein Tragus-Piercing ist ein Piercing durch den als Tragus bezeichneten, kleinen und dickeren Knorpelteil am Eingang des Gehörkanals in der Ohrmuschel.

Es wird heute vor allem unter modischen Aspekten getragen, wo es sich besonders während der 1990er Jahre neben dem Rook-, Snug-, Daith- und Conch-Piercing als seltenere Variante des Ohrlochs etablierte. Im Gegensatz zum Lobe-Piercing durch das Ohrläppchen oder dem Helix-Piercing durch die Ohrkante taucht es lediglich in der Popkultur auf und besitzt keine historisch-kulturellen Bezüge.

## Variationen

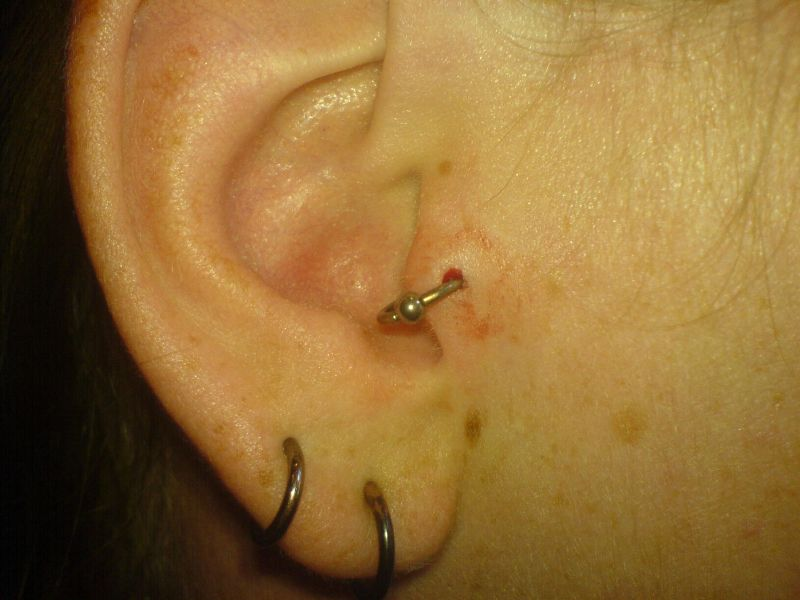
Tragus-Piercing mit einem Ball Closure Ring

Das klassische Tragus-Piercing wird gewöhnlich mit einem Ball Closure Ring oder einem Labret-Stecker getragen.
Das Piercing kann jedoch auch vertikal durch den Tragus gestochen werden. Bei dieser Variante handelt es sich um ein Oberflächenpiercing, was in der Regel zu erhöhten Komplikationen führen kann. Zum Einsatz sind ein Curved Barbell oder ein Surface-Bar geeignet.

Das vertikale Tragus-Piercing wurde durch den Piercer Luis Garcia bekannt.

Ein Piercing durch den dem Tragus gegenüberliegenden Knorpelfortsatz wird als Anti-Tragus-Piercing bezeichnet.

## Stechen

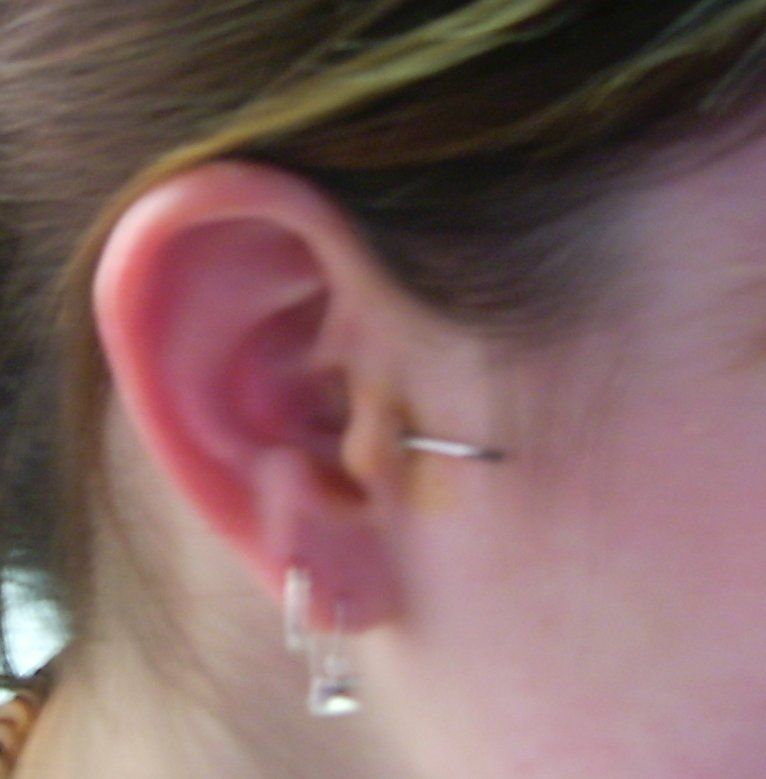
Mit einer Hohlnadel gestochenes Tragus-Piercing

Je nach Präferenz des Piercers kann eine gerade oder gebogene Venenverweilkanüle verwendet werden. Hinter den Tragus sollte ein Stück Kork gegengehalten werden, um Verletzungen im Gehörgang vorzubeugen. Die Möglichkeit des besser heilenden Dermal Punches besteht ebenfalls, wird jedoch nur von wenigen Piercingstudios durchgeführt.
Das Tragus-Piercing wird mit normaler Piercing-Nadel gestochen. Das Knorpelgewebe an dieser Stelle ist dünner als beim Conch-Piercing, wird jedoch auf Grund der sehr kleinen und engen Stelle beim Stechen und besonders beim Einsatz des Piercingschmucks stärker belastet. Hierbei ist zu beachten, dass der Einsatz eines Ringes als Erstschmuck schmerzhafter ist als der eines Steckers. Bei einem Stecker wird beim Ersteinsatz in der Regel ein Modell mit Überlänge gewählt, da mit einer Schwellung des Gewebes zu rechnen ist.
Das Weiten des Stichkanals ist möglich, jedoch sehr unüblich. Zu Blutungen kommt es während und nach dem Stechen nur geringfügig, da die Stelle von verhältnismäßig wenig Bindegewebe umgeben ist.

## Heilung und Pflege
Der Heilungsprozess eines Tragus-Piercings kann bis zur vollständigen Heilung zwischen zwei Monaten und über einem Jahr betragen.
Oftmals empfehlen Piercer die Anwendung eines Lokalantibiotikums, um dem bei Knorpelpiercings gerne auftretenden Wildwuchs entgegenzuwirken. Von aggressiven Desinfektionsmitteln wie Alkohol wird in der Regel abgeraten.

## Risiken
Infektionen des Ohrknorpels (Perichondritis) treten im Bereich des Tragus häufiger als bei einem Piercing des Ohrläppchens auf. Die Behauptung, dass es beim Piercing des Tragus zu einer Schädigung des Nervus facialis mit einer irreversiblen Gesichtslähmung kommen könnte, entbehrt jedoch jeglicher anatomischer Grundlage.